# Sbarco romeno in Bulgaria
Lo sbarco rumeno in Bulgaria furono un'azione militare decisiva durante la seconda guerra balcanica. Poiché la Bulgaria stava combattendo in quel momento sia la Grecia che la Serbia, l'invasione romena rese la situazione insostenibile per i bulgari, i quali furono costretti a chiedere la pace due settimane dopo.

## Sfondo
L'insoddisfazione bulgara per la sua quota di bottino all'indomani della prima guerra balcanica portò all'inasprimento delle relazioni tra la Bulgaria e i suoi ex alleati, Serbia e Grecia. La tensione aumentò verso la fine di giugno 1913 quando la Bulgaria lanciò attacchi sia contro la Serbia che contro la Grecia, innescando la seconda guerra balcanica.
La Romania mobilitò il suo esercito il 5 luglio 1913 con l'intenzione di impadronirsi della Dobrugia Meridionale e dichiarare guerra alla Bulgaria il 10 luglio 1913. In una circolare diplomatica che diceva: "La Romania non intende né soggiogare il sistema politico né sconfiggere l'esercito della Bulgaria", il governo romeno cercò di placare le preoccupazioni internazionali sulle sue motivazioni e sul crescente spargimento di sangue.

## Invasione romena
Le navi da guerra rumene che effettuarono gli sbarchi erano concentrate a Corabia, sulla sponda romena del Danubio, sotto il comando dell'ammiraglio Eustațiu Sebastian. Questo gruppo era composto da tre monitori, sei torpediniere e la cannoniera Grivița. Il primo sbarco fu effettuato il 14 luglio 1913 senza alcuna resistenza bulgara. Il giorno successivo fu effettuato un secondo sbarco e fu costruito anche un ponte di barche. Strateghi militari stranieri consideravano il ponte un "capolavoro di guerra", poiché la struttura del ponte di 950 metri di lunghezza era stata completata in 26 ore, richiedendo 125 pontoni.
Le forze navali bulgare sul Danubio consistevano principalmente di quattro cannoniere, con dislocamenti da 400 a 600 tonnellate e armate da due a quattro cannoni di 75 mm di cannoni e cannoni da due a quattro 47 mm. C'erano anche quattro motoscafi. Di fronte alla schiacciante superiorità delle navi da guerra romene, i bulgari autoaffondarono le loro quattro cannoniere.

## Conseguenze
Le truppe romene sbarcarono a Oryahovo, Gigen e Nicopoli. Senza opposizione, le forze di terra romene avanzarono rapidamente e il 23 luglio 1913 le truppe entrarono a Vrazhdebna, un sobborgo ad appena 11 km da Sofia.
La mancanza di resistenza all'invasione romena convinse gli ottomani a invadere i territori appena ceduti alla Bulgaria dopo la prima guerra balcanica, con l'obiettivo principale di riconquistare Edirne (Adrianopoli). Gli ottomani avanzarono rapidamente e sostanzialmente senza alcuna resistenza bulgara.
Fu concordato un armistizio il 31 luglio 1913, seguito dal trattato di Bucarest del 10 agosto che pose fine alla guerra.